# Seseli crithmifolium
Seseli crithmifolium är en flockblommig växtart som beskrevs av Pierre Edmond Boissier. Seseli crithmifolium ingår i släktet säfferötter, och familjen flockblommiga växter. Inga underarter finns listade i Catalogue of Life.